# Campo de Yang-Mills

Esquema perturbativo de QFT para la interacción de un electrón (e) con un quark (q), la línea azul representa un campo electromagnético (campo de Yang-Mills con simetría U(1)) y la línea verde un campo de color (campo de Yang-Mills con simetría SU(3)).

Un campo de Yang-Mills es un tipo de campo físico usado sobre todo en teoría cuántica de campos cuyo lagrangiano tiene la propiedad de ser invariante bajo una transformación de gauge local. Además, es el centro de la unificación entre la fuerza 
electromagnética, la fuerza débil y la fuerza fuerte.

## Historia
En 1954, Chen Ning Yang y Robert Mills sugirieron que el principio de invariancia local de fase o invariancia de gauge local no eran compatibles con una teoría de campos local, es decir, que obedeciera los principios relativistas de causalidad. Es decir cuando, como es común, el lagrangiano de un campo tiene alguna simetría interna dada por un grupo de transformaciones de gauge, debería ser posible escoger en cada punto del espacio una transformación de gauge diferente, sin que eso hiciese que las ecuaciones de la teoría fueran alteradas. Así Yang y Mills buscaron la teoría más general de lagrangiano para un campo con invariancia de gauge local.
De hecho la electrodinámica cuántica era ya una teoría con invariancia de gauge local, donde el grupo de gauge era precisamente el grupo de Lie U(1). El resultado del trabajo de Yang y Mills fue una generalización del lagrangiano de la electrodinámica cuántica, donde ahora el grupo de gauge era un grupo no conmutativo. Los gluones de la cromodinámica cuántica vienen descritos por un campo de Yang-Mills sobre el grupo de Lie no conmutativo SU(3) asociado a la simetría de color.

## Formulación matemática
Para construir un campo de Yang-Mills cuyo grupo de gauge {\displaystyle {\mathcal {G}}_{s}} de dimensión m, necesitamos un campo multicomponente{\displaystyle {\boldsymbol {\Psi }}(\mathbf {x} )} (cuyas componentes {\displaystyle \Psi _{i}(\mathbf {x} )} suelen ser espinores de Dirac). Todas las componentes del campo están definidas sobre un espacio-tiempo {\displaystyle {\mathcal {M}}}:

(1){\displaystyle {\boldsymbol {\Psi }}(\mathbf {x} )={\begin{pmatrix}\Psi _{1}(\mathbf {x} )\\\Psi _{2}(\mathbf {x} )\\\ldots \\\Psi _{n}(\mathbf {x} )\end{pmatrix}}\qquad \mathbf {x} \in {\mathcal {M}}}

Bajo una transformación de gauge local {\displaystyle T_{g}\;} el campo se transformaría de acuerdo con:  

(2){\displaystyle T_{g}:{\mathcal {T}}_{0}^{1}({\mathcal {M}})^{n}\to {\mathcal {T}}_{0}^{1}({\mathcal {M}})^{n}\qquad {\boldsymbol {\Psi }}(\mathbf {x} )\mapsto {\boldsymbol {\Psi }}'(\mathbf {x} )=U_{g(\mathbf {x} )}{\boldsymbol {\Psi }}(\mathbf {x} )=e^{i\gamma ^{j}(\mathbf {x} ){\boldsymbol {\tau }}_{j}}{\boldsymbol {\Psi }}(\mathbf {x} )}

Donde:
{\displaystyle g(\mathbf {x} )\in {\mathcal {G}}_{s}} es el elemento del grupo de gauge asignado al punto {\displaystyle \mathbf {x} \in {\mathcal {M}}}.
{\displaystyle U_{g(\mathbf {x} )}} denota una matriz dada por una representación unitaria del grupo de gauge {\displaystyle {\mathcal {G}}_{s}}.
{\displaystyle \gamma ^{j}(\mathbf {x} )}, son m funciones definidas sobre el espacio-tiempo {\displaystyle \gamma ^{j}:{\mathcal {M}}\to \mathbb {R} ^{m}} que parametrizan la transformación local de gauge (diferentes elecciones de esas funciones representan diferentes transformaciones de gauge).
{\displaystyle {\boldsymbol {\tau }}_{j}}, es una base del álgebra de Lie {\displaystyle {\mathfrak {g}}_{s}} asociada al grupo de gauge {\displaystyle {\mathcal {G}}_{s}}.

### Potenciales de un campo de Yang-Mills
Los campos de Yang-Mills propiamente dichos, derivan de m campos vectoriales o más propiamente 1-formas con valores sobre el álgebra de Lie asociada al grupo de gauge. Estas 1-formas funcionan como el potencial vector del campo electromagnético. Cada uno de estos potenciales j viene dado por:

{\displaystyle \mathbf {A} ^{j}(\mathbf {x} )=A_{\alpha }^{j}\ dx^{\alpha },\qquad A_{\alpha }^{j}\in {\mathfrak {g}}_{s}}

Dada la ley de transformación (2) es sencillo ver que a partir de estas 1-formas puede definirse un operador diferencial o derivada covariante del campo definida como:

(3){\displaystyle D_{\mu }(\cdot )=(\partial _{\mu }+igA_{\mu }^{j}{\boldsymbol {\tau }}_{j})(\cdot )\qquad \to \qquad D_{\mu }{\boldsymbol {\Psi }}=\partial _{\mu }{\boldsymbol {\Psi }}+igA_{\mu }^{j}{\boldsymbol {\tau }}_{j}{\boldsymbol {\Psi }}}

Donde g es un parámetro real llamado constante de acoplamiento. Es sencillo comprobar que se cumplen las leyes de transformación:

(4){\displaystyle T_{g}(D_{\mu }{\boldsymbol {\Psi }})=U_{g(\mathbf {x} )}D_{\mu }{\boldsymbol {\Psi }}\qquad \qquad T_{g}(A_{\mu }^{j}{\boldsymbol {\tau }}_{j})=U_{g}(A_{\mu }^{j}{\boldsymbol {\tau }}_{j})U_{g}^{-1}+{\frac {i}{g}}(\partial _{\mu }U_{g})U_{g}^{-1}}

Para una transformación de gauge infinitesimal {\displaystyle U_{g}\approx 1-\epsilon ^{j}{\boldsymbol {\tau _{j}}}} la última de las expresiones de (4) se reduce a:

(5){\displaystyle T_{g}(A_{\mu }^{j})\approx A_{\mu }^{j}+{\frac {1}{g}}(\partial _{\mu }\epsilon ^{j})+f_{jkl}\epsilon ^{k}A_{\mu }^{l}}

Donde los coeficientes fijk son las constantes de estructura del álgebra de Lie:

(6){\displaystyle [{\boldsymbol {\tau }}_{i},{\boldsymbol {\tau }}_{j}]=f_{ijk}{\boldsymbol {\tau }}_{k}}

### Campos de Yang-Mills
Lo que propiamente se denomina campo de Yang-Mills viene dado por un conjunto de componentes de intensidad de campo que matemáticamente se obtienen a partir de los potenciales vectores de la sección anterior. Es importante notar que una 1-forma como las descritas anteriormente puede ser interpretado matemáticamente como una conexión sobre un fibrado principal. Concretamente a partir las componentes de la 1-forma {\displaystyle \scriptstyle \mathbf {A} } que toma valores en el álgebra de Lie asociada al grupo de gauge, pueden calcularse las componentes físicas que caracterizan el campo de Yang-Mills propiamente dicho que matemáticamente es la 2-forma {\displaystyle \scriptstyle \mathbf {F} } dada por:

{\displaystyle \mathbf {F} =d\mathbf {A} +\mathbf {A} \land \mathbf {A} ,\qquad {\mathbf {A}}=A_{\alpha }^{j}(x){\boldsymbol {\tau }}_{j}\ dx^{\alpha },\qquad A_{\alpha }^{j}\in \mathbb {R} ,\ {\boldsymbol {\tau }}_{j}\in {\mathfrak {g}}_{s}}

Donde d es la derivada exterior y {\displaystyle \land } es producto exterior (o producto cuña). Expresado en componentes la relación anterior puede expresarse como:

{\displaystyle F_{\mu \nu }^{a}=\partial _{\mu }A_{\nu }^{a}-\partial _{\nu }A_{\mu }^{a}+gf^{abc}A_{\mu }^{b}A_{\nu }^{c}}

### Lagrangiano de un campo de Yang-Mills
Los campos de Yang-Mills son un caso especial de teoría de campo de gauge con simetría dada generalmente por un grupo no abeliano, el lagrangiano para dicho campo se toma generalmente como:

(7){\displaystyle \ {\mathcal {L}}_{\mathrm {cg} }=-{\frac {1}{4}}\operatorname {Tr} ({\mathbf {F}}^{2})=-{\frac {1}{4}}F^{\mu \nu a}F_{\mu \nu }^{a}}

Donde debe tenerse presente que al ser las magnitudes {\displaystyle \scriptstyle F^{\mu \nu a}} combinaciones lineales de los generadores del álgebra de Lie asociada al grupo de gauge del campo, que se obtienen a partir del potencial vector: 

(8){\displaystyle F_{\mu \nu }^{a}=\partial _{\mu }A_{\nu }^{a}-\partial _{\nu }A_{\mu }^{a}+gf^{abc}A_{\mu }^{b}A_{\nu }^{c}}

Este tensor se llama intensidad de campo y a veces, también curvatura del campo, debido a que si se interpreta {\displaystyle \scriptstyle A_{\mu }^{a}} como las componentes de una conexión matemática entonces {\displaystyle \scriptstyle F_{\mu \nu }^{a}} es la curvatura de dicha conexión, ya que el conmutador de las derivadas covariantes de gauge:

(9){\displaystyle \ [D_{\mu },D_{\nu }]=-ig{\boldsymbol {\tau }}^{a}F_{\mu \nu }^{a}\,}

Donde naturalmente la derivada covariante anterior se define a partir del vector potencial considerado como derivada covariante, es decir, {\displaystyle \scriptstyle D_{\mu }={\mathbf {I}}\partial _{\mu }-ig{\boldsymbol {\tau }}^{a}A_{\mu }^{a}}, siendo {\displaystyle \scriptstyle {\mathbf {I}}} la identidad para el grupo de generadores, {\displaystyle \scriptstyle g} es la constante de acoplamiento. En cuatro dimensiones, la constante de acoplamiento {\displaystyle \scriptstyle g} es un número puro. Además para el grupo especial unitario SU(N) y los índices {\displaystyle \scriptstyle a,b,c\in \{1\ldots N^{2}-1\}}
A partir del lagrangiano dado por (7) se deducen las siguientes ecuaciones de evolución para el campo:

(10a){\displaystyle \partial ^{\mu }F_{\mu \nu }^{a}+gf^{abc}A^{\mu b}F_{\mu \nu }^{c}=0}

O bien introduciendo la abreviación {\displaystyle \scriptstyle F_{\mu \nu }={\boldsymbol {\tau }}^{a}F_{\mu \nu }^{a}} la ecuación anterior puede reescribirse como:

(10b){\displaystyle (D^{\mu }F_{\mu \nu })^{a}=0\,}

De la ecuación anterior, se sigue que el campo tiene la propiedad de interactuar consigo mismo cuando el grupo de gauge no es abeliano, por lo que las ecuaciones de movimiento en ese caso son semilineales, a diferencia de las del electromagnetismo clásico cuyo grupo de gauge es abeliano. En general debido a la no linealidad las ecuaciones de movimiento en general sólo se saben manipular mediante teoría de perturbaciones para pequeñas desviaciones respecto a la linealidad.
Una propiedad adicional de la intensidad de campo es que al igual que sucede con el campo electromagnético, existe un análogo de la identidad de Bianchi:

(11){\displaystyle \ (D_{\mu }F_{\nu \kappa })^{a}+(D_{\kappa }F_{\mu \nu })^{a}+(D_{\nu }F_{\kappa \mu })^{a}=0.}

Cuando se considera una región del espacio-tiempo donde existen fuentes del campo la ecuación de campo viene dada por:

(12){\displaystyle \partial ^{\mu }F_{\mu \nu }^{a}+gf^{abc}A^{\mu b}F_{\mu \nu }^{c}=-J_{\nu }^{a}.}

Nótese que estas corrientes deben transformarse propiamente bajo transformaciones gauge del grupo asociado al grupo de simetría del campo gauge. Dichas corrientes vienen dadas en términos de los espinores que definen el campo como:

(13){\displaystyle J_{\mu }^{a}=i\partial _{\mu }({\boldsymbol {\Psi }}^{T}{\boldsymbol {\tau }}^{a}{\boldsymbol {\Psi }})}

Cuando se quiere considerar el efecto de interacción con la materia, el lagrangiano debe ampliarse para describir tanto el campo fermiónico de partículas fuente del campo como la interacción entre el campo y su fuente:

(14){\displaystyle {\mathcal {L}}={\mathcal {L}}_{\mathrm {m-c} }+{\mathcal {L}}_{\mathrm {cg} }=({\mathcal {L}}_{\mathrm {m} }+{\mathcal {L}}_{\mathrm {int} })+{\mathcal {L}}_{\mathrm {cg} }}

Siendo:
{\displaystyle {\mathcal {L}}_{\mathrm {m-c} }}, la parte del lagrangiano que representa la materia (fermiones) y su interacción con el campo de gauge.
{\displaystyle {\mathcal {L}}_{\mathrm {m} },{\mathcal {L}}_{\mathrm {int} }} son las partes en que el lagrangiano anterior puede descomponerse, la correspondiente a la materia aislada y la correspondiente a la interacción.
{\displaystyle {\mathcal {L}}_{\mathrm {m-c} }={\frac {1}{2}}(D_{\mu }{\boldsymbol {\Psi }})^{T}D^{\mu }{\boldsymbol {\Psi }}-{\frac {1}{2}}m^{2}{\boldsymbol {\Psi }}^{T}{\boldsymbol {\Psi }}}
{\displaystyle {\boldsymbol {\Psi }}} es el campo fermiónico dado por (1).
{\displaystyle m\,} es la masa del campo fermiónico.

### Propiedades de un campo gauge
- Aún en ausencia de campos fermiónicos el lagrangiano contiene términos que representan la interacción del campo consigo mismo, lo cual implica que los campos bosónicos pueden propagarse en el vacío. La autointeracción además da lugar a fenómenos de no linealidad que complican la descripción de la evolución temporal del campo.

## Ejemplos
Los ejemplos de teoría cuántica de campos renormalizables exitosas son ejemplos de campos de Yang-Mills, entre ellos están la electrodinámica cuántica, que puede generalizarse al modelo electrodébil y la cromodinámica cuántica. A continuación se examinan algunos de estos ejemplos con cierto detalle.

### Campo electromagnético
El caso más simple posible de campo de Yang-Mills es uno cuyo grupo de gauge es unidimensional y por tanto grupo de gauge conmutativo. El campo electromagnético puede ser visto como un ejemplo de campo de Yang-Mills cuyo grupo de gauge es U(1) cuya álgebra de Lie asociada es isomorfa al espacio euclídeo unidimensional {\displaystyle \scriptstyle \mathbb {R} }. En esta sección consideraremos el campo electromagnético en interacción con sólo un campo fermiónico asociado a los electrones (naturalmente el ejemplo se podría complicar añadiendo otros tipos de partículas cargadas, aunque no se hará aquí para no complicar la explicación).
Los electrones libres, sin interacción electromagnética, pueden ser descritos esencialmente por la ecuación de Dirac que puede ser derivada del siguiente lagrangiano de materia:

{\displaystyle {\mathcal {L}}_{m}={\boldsymbol {\bar {\Psi }}}(i\hbar c{\boldsymbol {\gamma }}^{\mu }\partial _{\mu }-mc^{2}){\boldsymbol {\Psi }}}

Existe una simetría global de este lagrangiano consistente en la transformación:

(a){\displaystyle {\boldsymbol {\Psi }}'\mapsto e^{i\theta }{\boldsymbol {\Psi }}}

Ya que al substituir el nuevo campo el lagrangiano queda inalterado. Esto indica que U(1) es una simetría interna global del lagrangiano.
En una teoría gauge con simetría local U(1), el lagrangiano debería seguir siendo invariante cuando se reemplaza la constante {\displaystyle \scriptstyle \theta } de la ecuación (a) por una función {\displaystyle \scriptstyle \theta ({\mathbf {x}})} que varía de un punto a otro del espacio tiempo. Es obvio que ahora la transformación:

(b){\displaystyle {\boldsymbol {\Psi }}'({\mathbf {x}})\mapsto e^{i\theta ({\mathbf {x}})}{\boldsymbol {\Psi }}({\mathbf {x}})}

No deja invariante el lagrangiano, ya que la derivada de la función {\displaystyle \scriptstyle \theta ({\mathbf {x}})} introduce términos nuevos en el lagrangiano transformado. Sin embargo, si se construye un nuevo lagragiano en el que la derivada ordinaria {\displaystyle \partial _{\mu }} se reemplaza por la derivada covariante dada por:

{\displaystyle \ D_{\mu }=\partial _{\mu }-i{\frac {e}{\hbar }}A_{\mu }({\mathbf {x}})}

Se puede lograr un lagrangiano que no sólo sea invariante bajo la transformación (a) sino también bajo la transformación (b), este nuevo lagragiano es:

{\displaystyle {\tilde {\mathcal {L}}}_{m}={\boldsymbol {\bar {\Psi }}}(i\hbar c{\boldsymbol {\gamma }}^{\mu }D_{\mu }-mc^{2}){\boldsymbol {\Psi }}}

Si se identifica el parámetro e con la carga eléctrica usual (este es el origen del término en teorías de gauge), y las funciones {\displaystyle \scriptstyle A_{\mu }({\mathbf {x}})} con las componentes del potencial vector el lagrangiano anterior puede reescribirse como:

{\displaystyle {\tilde {\mathcal {L}}}_{m}={\mathcal {L}}_{m}+{\mathcal {L}}_{\mathrm {int} }={\mathcal {L}}_{m}+{\frac {e}{\hbar }}({\boldsymbol {\bar {\Psi }}}{\boldsymbol {\gamma }}^{\mu }{\boldsymbol {\Psi }})A_{\mu }=J^{\mu }A_{\mu }}

Es decir, el nuevo lagrangiano invariante gauge local puede ser visto como el lagrangiano original al que se ha sumado un término de interacción electromagnético adicional. De hecho, el principio de requerir que un determinado campo fermiónico tenga una invariancia gauge local, acaba requiriendo que exista un campo bosónico que garantizará la invariancia local. Esta "receta" de invariancia gauge conduce a un acoplamiento mínimo entre el campo fermiónico y el campo bosónico representada por {\displaystyle \scriptstyle {\mathcal {L}}_{\mathrm {int} }}.
Para obtener una teoría gauge completa se requiere que el lagrangiano incluya términos que describan la dinámica del propio campo {\displaystyle \scriptstyle A_{\mu }({\mathbf {x}})}, en el caso de la electrodinámica invariante local U(1) el lagrangiano total de la teoría gauge se obtiene sumándole el lagrangiano de Yang-Mills resultando:

{\displaystyle {\mathcal {L}}_{\mathrm {QED} }={\tilde {\mathcal {L}}}+{\mathcal {L}}_{cg}={\boldsymbol {\bar {\Psi }}}(i\hbar c{\boldsymbol {\gamma }}^{\mu }D_{\mu }-mc^{2}){\boldsymbol {\Psi }}-{\frac {1}{4\mu _{0}}}F_{\mu \nu }F^{\mu \nu }}

Donde {\displaystyle \scriptstyle F_{\mu \nu }} pueden obtenerse de la relación general:

{\displaystyle F_{\mu \nu }^{a}=\partial _{\mu }A_{\nu }^{a}-\partial _{\nu }A_{\mu }^{a}+gf^{abc}A_{\mu }^{b}A_{\nu }^{c}=\partial _{\mu }A_{\nu }^{a}-\partial _{\nu }A_{\mu }^{a}+0=\partial _{\mu }A_{\nu }-\partial _{\nu }A_{\mu }=F_{\mu \nu }}

Ya que {\displaystyle \scriptstyle f^{abc}=0} por ser U(1) un grupo abeliano, y siendo que para el grupo U(1) es unidimensional se tiene {\displaystyle \scriptstyle F_{\mu \nu }^{a}=F_{\mu \nu }\cdot 1}.

### Campo de color SU(3)
La cromodinámica cuántica se asienta en que los quarks interaccionan mediante un campo de Yang-Mills asociado a la carga de color cuya simetría gauge viene dada por SU(3). Considerando tres campos fermiónicos asociados a quarks de tres colores, la transformación de simetría puede escribirse como:

{\displaystyle {\mathbf {q}}({\mathbf {x}})={\begin{Bmatrix}q_{r}({\mathbf {x}})\\q_{g}({\mathbf {x}})\\q_{b}({\mathbf {x}})\end{Bmatrix}}\mapsto \exp({i\alpha _{a}({\mathbf {x}}){\boldsymbol {\tau }}^{a}}){\begin{Bmatrix}q_{r}({\mathbf {x}})\\q_{g}({\mathbf {x}})\\q_{b}({\mathbf {x}})\end{Bmatrix}}}

Introduciendo la derivada covariante basada en SU(3) se tiene:

{\displaystyle D_{\mu }=\partial _{\mu }+{\dot {\imath }}g{\boldsymbol {\tau }}_{a}G_{\mu }^{a}}

Donde el campo gluónico bajo transformaciones gauge sigue la siguiente ley:

{\displaystyle G_{\mu }^{a}\mapsto G_{\mu }^{a}-{\frac {1}{g}}\partial _{\mu }\alpha _{a}-f_{abc}a_{b}G_{\mu }^{c}}

Con todo esto, el lagrangiano de Dirac puede generalizarse al lagrangiano invariante gauge:

{\displaystyle {\mathcal {L}}_{\mathrm {QCD} }={\mathbf {\bar {q}}}i{\boldsymbol {\gamma }}^{\mu }\partial _{\mu }{\mathbf {q}}-{\mathbf {\bar {q}}}m{\mathbf {q}}-g{\mathbf {\bar {q}}}{\boldsymbol {\gamma }}^{\mu }{\boldsymbol {\tau }}_{a}G_{\mu }^{a}{\mathbf {q}}-{\frac {1}{4}}G_{\mu \nu }^{a}G_{a}^{\mu \nu }}

### Campo electrodébil
El modelo electrodébil describe la interacción de leptones y quarks en interacción a través del campo electrodébil, es decir, mediante el intercambio de fotones asociados a la interacción electromagnética y bosones vectoriales masivos asociados a la interacción débil. Naturalmente esta teoría engloba como caso particular la electrodinámica cuántica. La peculiaridad del modelo electrodébil convencional es que, debido a la observación empírica de que la interacción débil falta de simetría de paridad en la forma de actuación de dichas interacciones, dicho modelo separa en el lagrangiano la forma en que interaccionan los fermiones levógiros de los ferminoes dextrógiros:

{\displaystyle {\mathcal {L}}_{EW}={\mathcal {L}}_{cg}+{\mathcal {L}}_{fer-cg}}

donde las dos partes del lagrangino describen los campos gauge bosónicos (cg) y fermiónicos en interacción con el campo electrodébil (fer-cg), siendo cada una de estas partes de la forma:

{\displaystyle {\mathcal {L}}_{\text{cg}}={\frac {1}{4}}W_{\mu \nu }W^{\mu \nu }-{\frac {1}{4}}B_{\mu \nu }B^{\mu \nu }}
{\displaystyle {\mathcal {L}}_{\text{fer-cg}}=\mathrm {i} {\boldsymbol {\bar {\Psi }}}_{L}{\boldsymbol {\gamma }}^{\mu }\left(\partial _{\mu }-{\frac {g^{\prime }Y}{4}}B_{\mu }{\boldsymbol {\tau }}^{3}-{\frac {g}{4}}{\boldsymbol {\tau }}^{a}W_{\mu }^{a}\right){\boldsymbol {\Psi }}_{L}+\mathrm {i} {\boldsymbol {\bar {\Psi }}}_{R}{\boldsymbol {\gamma }}^{\mu }\left(\partial _{\mu }-{\frac {g^{\prime }Y}{4}}B_{\mu }{\boldsymbol {\tau }}^{3}\right){\boldsymbol {\Psi }}_{R}}

Donde:
{\displaystyle W_{\mu \nu }=\partial _{\mu }W_{\nu }-\partial _{\nu }W_{\mu }-g[W_{\mu },W_{\nu }]}, está asociada al subgrupo no abeliano.
{\displaystyle W_{\mu }=-1/{2}W_{\mu }^{a}{\boldsymbol {\tau }}^{a}}
{\displaystyle B_{\mu \nu }=\partial _{\mu }B_{\nu }-\partial _{\nu }B_{\mu }}, es la parte asociada al subgrupo abeliano.
{\displaystyle \langle {\boldsymbol {\tau }}^{1},{\boldsymbol {\tau }}^{2},{\boldsymbol {\tau }}^{3}\rangle ={\mathfrak {su}}(2)}
{\displaystyle W_{\mu }^{a},B_{\mu }\,} son cuatro potenciales vectores a partir de los cuales pueden obtenerse las componentes del campo.
El mecanismo por el cual se introduce esa falta de simetría es el mecanismo de ruptura espontánea de la simetría que finalmente comporta que varios bosones vectoriales exhiban una masa efectiva, y de ahí que la interacción débil, a diferencia de la interacción electromagnética, tenga corto alcance (y por lo tanto a distancias superiores a distancias nucleares sea totalmente despreciable).

## Otras aplicaciones
Los campos de Yang-Mills han estimulado también resultados fuera de la física, dentro de la matemática han sido usados extensivamente para examinar las propiedades de fibrados holomorfos poliestables. Y también a través de la teoría de Donaldson se han aplicado a la teoría de nudos.
Una importante cuestión abierta concerniente a las ecuaciones de campo de Yang-Mills es si dado un hamiltoniano cuántico para un campo de Yang-Mills no abeliano existe un valor positivo mínimo de la energía, es decir, si considerando el espectro del hamiltoniano es cierto o no que para un campo así:

{\displaystyle \mu :=\inf {\text{Spec}}({\hat {H}})\backslash {0}>0}

En ese caso la "masa efectiva del campo" sería {\displaystyle \scriptstyle m=\mu /c^{2}}. El problema anterior constituye uno de los Problemas del Milenio que el Instituto de Matemáticas Clay premia con 1 millón de dólares estadounidenses a quién pueda resolverlo.